# Выборгская крепость
Выборгская крепость — городские укрепления, окружавшие Выборг. Комплекс укреплений состоял из средневековой городской стены (с конца XV века) и бастионной Рогатой крепости (с XVI века)  (которые позднее были объединены в Главную Выборгскую крепость), а также Шлосской крепости (с конца XIII века) и крепости Короно-Санкт-Анны (с XVIII века). C конца XIX века городские стены и бастионные укрепления уступили место более современным фортификационным сооружением (таким, как Восточно-Выборгские укрепления).

## Каменный город (Выборгская городская стена)
В 1470-х годах под руководством выборгского наместника Эрика Аксельссона Тотта вокруг города, расположенного на полуострове, была возведена крепостная стена с башнями. Строительством крепостных сооружений занимались те же иностранные фортификаторы, что строили Нюслотт (Олафсборг). Возведённые городские укрепления получили название «Каменный город». Они стали одним из последних образцов городской фортификации такого типа в Европе. После возведения городской стены Выборг стал одним из четырёх самых укреплённых городов Швеции: кроме него только Стокгольм, Висбю и Кальмар в XV веке имели стены.

## Рогатая крепость(Земляной город)
С XVI века городские укрепления совершенствовались. Некоторые башни были перестроены в бастионы, в восточной стене был построен барбакан, включавший Скотопрогонную и Круглую башню. Затем к Каменному городу был пристроен горнверк — Рогатая крепость (в плане её бастионы Панцерлакс и Европ напоминали рога животного). Из-за военных действий в последней трети XVI — начале XVII века, строительство укреплений в Выборге практически не прекращалось, так что различные части укреплений относились к технике крепостного строительства разных времен. Кроме того, пока одни части достраивались — другие приходили в ветхость и уже требовали ремонта. В XVIII веке была разобрана стена между Каменным городом и Рогатой крепостью, которые стали рассматриваться как единая Главная Выборгская крепость. Основными элементами обороны были куртины и бастионы.

## Шлосская крепость (Выборгский замок)
Основанный в 1293 году Выборгский замок по мере роста и развития города превратился в один из элементов его обороны. В XVIII—XIX веках в качестве Шлосской крепости он был одной из трёх составных частей Выборгской крепости, наряду с Главной и Короно-Санкт-Аннской крепостями.

## Аннинские укрепления
Новой составной частью Выборгской крепости стала возведённая в XVIII веке Короно-Санкт-Анская крепость или Анненкрон (нем. Annenkrone — Корона Святой Анны), названная в честь императрицы Анны Иоанновны.

## Суворовская оборонительная линия
В 1791 году генерал-аншеф Александр Суворов по поручению императрицы Екатерины II занялся составлением проекта строительства пограничных укреплений Русской Финляндии. По итогам трёхнедельной инспекционной поездки им был подготовлен «План оборонительных мероприятий в Финляндии на случай войны со Швецией». Согласно плану, Выборгская крепость, наряду с Фридрихсгамской, рассматривалась в качестве одного из двух главных элементов («капиталей») оборонительной линии. В июне 1791 года полководец получил назначение командующего войсками, расквартированными в Выборгском наместничестве, с указанием провести мероприятия по возведению укреплений, предусмотренных составленным им же планом. В течение 1791—1792 годов генерал-аншеф руководил масштабными строительными работами, проявив способности инженера-фортификатора, организатора и даже снабженца. 

## Поздний период
В результате Русско-шведской войны (1808—1809) граница Российской империи со Швецией переместилась далеко на запад, к реке Торнионйоки, и крепость осталась в тылу.
Выборгская оборонительная операция (против англо-французского флота), проведённая в 1855 году под руководством генерала А. П. Теслева в ходе Крымской войны, выявила необходимость коренной реконструкции устаревших городских укреплений. С 1855 года велись работы по территориальному расширению крепости посредством создания новых батарей на островах Выборгского залива. В дальнейшем идея территориального расширения Выборгской крепости посредством сноса устаревших куртин и бастионов и выдвижения обороны к новым рубежам получила развитие в утверждённом в 1863 году новом проекте обороны, согласно которому работы продолжались по сухопутной обороне до 1876 года, а по береговой — до 1889 года. В этот период были возведены Восточно-Выборгские укрепления.
В 1861 году был утверждён генеральный план застройки Выборга, в соответствии с которым на месте снесённых укреплений Главной Выборгской крепости были проложены новые улицы и разбит парк. Из крепостных сооружений сохранились башня Ратуши, Круглая башня и бастион Панцерлакс. Основания городских стен можно увидеть на улицах Северный Вал и Южный Вал; остатки Круглых ворот в месте соединения этих улиц стали основаниями, на которых установлены статуи «Промышленность» и «Морская торговля». На бастионе Панцерлакс возведено здание художественного музея и школы искусств, а на остатках бастиона Эуроп — здание ресторана «Эспланад-павильон». Территория, когда-то находившаяся в пределах городской стены, именуется Старым городом.
В 1913 году был утверждён новый проект, предполагавший переустройство городских укреплений и превращение Выборга в современную фортовую крепость. Однако последовавшие события первой мировой войны и Революция 1917 года воспрепятствовали его полной реализации. Тем не менее, сохранился ряд укреплений, возведённых в этот период. Как и более ранние крепостные сооружения, они внесены в реестр культурного наследия России в качестве памятников архитектуры.